# 2024年11月中国大陆

## 11月2日
- 韓國電競隊伍T1在英國倫敦舉行的英雄聯盟2024賽季全球總決賽中3比2擊敗中國電競隊伍Bilibili Gaming，奪得隊史第五個總冠軍，韓國電競選手Faker當選決賽MVP[1]。

## 11月8日
- 大量郑州高校学生向开封夜骑，三大平台制定措施回应。[2]

## 11月11日
- 中国珠海市香洲区珠海市体育中心附近发生驾车撞人事件，造成35人死亡、43人受伤，肇事司机自刎未果。[3]

## 11月13日
- 最高人民法院对因强奸未成年人而被定罪的三名罪犯郭某、项某及孔某判处死刑并立即执行。[4]

## 11月15日
- 美团单车、哈啰单车、青桔单车发布公告，对夜骑开封运动发生地河南省郑州市停止运营。[5]
- 天舟八号货运飞船在海南文昌航天发射场成功点火发射。[6]

## 11月16日
- 江苏宜兴市无锡工艺职业技术学院发生持刀伤人事件，8人死亡17人受伤。[7]
- 廣東工業大學大學城校區的宿舍發生一起持刀傷人事件，傷亡不明[8]。

## 11月28日
- 中共中央军委委员、中央军委政治工作部主任苗华因涉嫌违纪，被停职检查[9]。